# Azovói német nemzetiségi járás

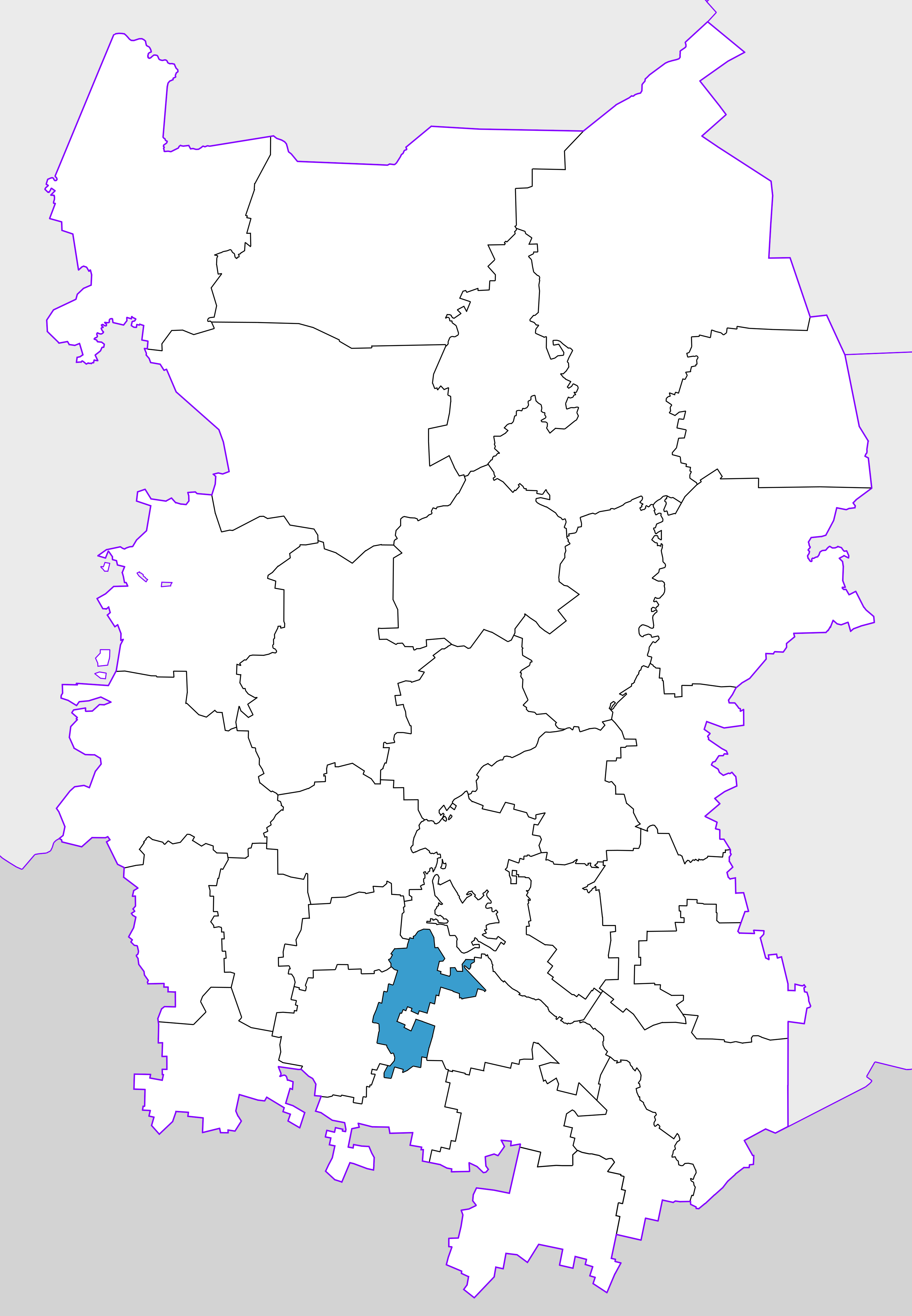
Az Azovói német nemzetiségi járás az Omszki területen

Az Azovói német nemzetiségi járás (oroszul Азовский немецкий национальный район) Oroszország egyik járása az Omszki területen. Székhelye Azovo.

## Népesség
- 2002-ben 22 346 lakosa volt, melynek 29,3%-a német.
- 2010-ben 22 925 lakosa volt, melynek 61,08%-a orosz, 19,68%-a német, 7,86%-a kazah, 5,06%-a ukrán, 1,32%-a tatár.